# Flughafen Keetmanshoop

i7
i11
i13
Der Flughafen Keetmanshoop (englisch Keetmanshoop Airport; auch Keetmanshoop J.G.H. van der Wath, IATA-Code: KMP, ICAO-Code: FYKT) ist der Flughafen der Gemeinde Keetmanshoop in Namibia. Der Flughafen liegt rund fünf Kilometer nördlich der Stadt an der Nationalstraße B1 und besitzt eine 2316 Meter lange Hauptstart- und Landebahn sowie eine fast 1500 Meter lange Ersatzbahn.
Der Flugplatz ist Standort der namibischen Luftwaffe und der Namibian Aviation Training Academy (NATA).
Er gilt als größter nicht im Linienflugbetrieb genutzter Flughafen des Landes und wird von der staatlichen Namibia Airports Company betrieben.

## Statistiken
| Jahr | Flugbewegungen | Passagiere |
| ---- | -------------- | ---------- |
| 2008 | 1401           | 1370       |
| 2009 | 800 ▼          | 1582 ▲     |
| 2010 | 736 ▼          | 1530 ▼     |
| 2011 | 1246 ▲         | 2178 ▲     |
| 2012 | 899 ▼          | 1980 ▼     |
| 2013 | 942 ▲          | 2311 ▲     |
| 2014 | 937 ▼          | 2287 ▼     |
| 2015 | 967 ▲          | 2260 ▼     |
| 2016 | 993 ▲          | 2479 ▲     |
| 2017 | 652 ▼          | 1367 ▼     |
| 2018 | 618 ▼          | 1188 ▼     |
| 2019 | 643 ▲          | 953 ▼      |
| 2020 | 130 ▼          | 345 ▼      |
| 2021 | 257 ▲          | 240 ▼      |
| 2022 | 434 ▲          | 580 ▲      |
| 2022 | 377 ▼          | 591 ▲      |

Quelle: Airport Statistics. Namibia Airports Company, Februar 2024.

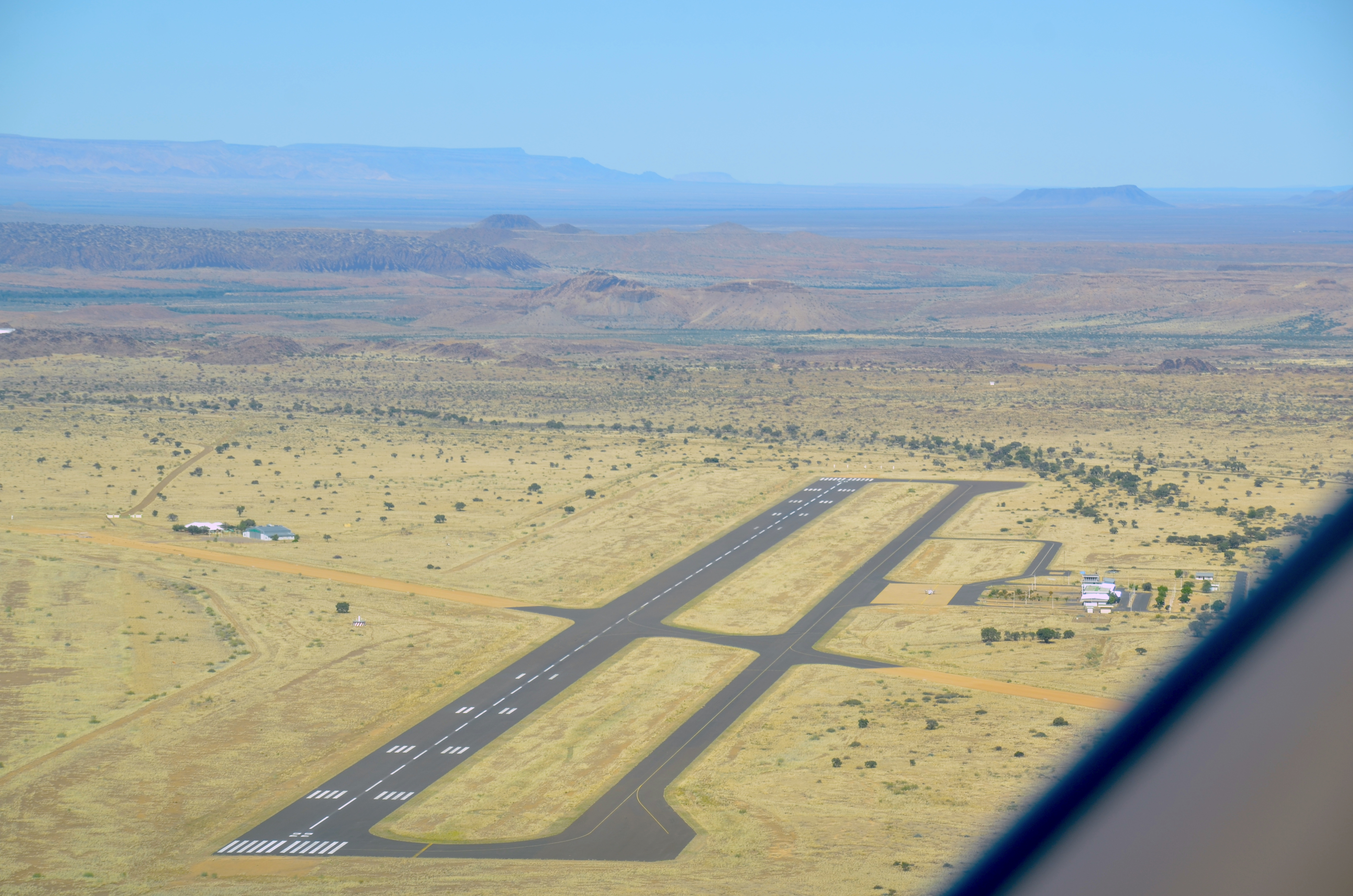
Die Pisten 04/22 und 18/36 aus der Vogelperspektive (2017)